# Kościół św. Marcina w Wołowcu
Kościół pw. św. Maricna – zabytkowy kościół filialny parafii Chrystusa Króla w Sikorkach zbudowany w latach 1807–1812, położony w Wołowcu, w województwie zachodniopomorskim, w powiecie goleniowskim, w gminie Nowogard. Wpisany do zachodniopomorskiego rejestru zabytków pod numerem rejestrowym A-1246 z 30 sierpnia 1993 roku.

## Opis
Budynek ma konstrukcję szachulcową i został wzniesiony na planie prostokąta. Wieża kościoła, położona po stronie zachodniej, wyrasta z głównej bryły budynku. Dach kościoła ma kształt dwuspadowy, a wieża jest przykryta dachem namiotowym. Duże, prostokątne okna doświetlają wnętrze, które jest przykryte drewnianym, belkowanym stropem. W części zachodniej zachowała się chórowa empora z XIX-wiecznym prospektem organowym, wsparta na czterech słupach. W drewnianym ołtarzu umieszczono obraz Najświętszego Serca Pana Jezusa, a poniżej znajduje się tabernakulum zdobione symbolami krzyża, kielicha, kłosów zboża i winogron. W kościele znajduje się również figura Najświętszej Maryi Panny, a na ścianach rozmieszczone są stacje drogi krzyżowej.  

## Historia
Kościół w Wołowcu został zbudowany na miejscu poprzedniego budynku, który spłonął w 1807 roku podczas wojny francusko-pruskiej. Budowa nowej świątyni zakończyła się w 1812 roku. W czasach powojennych świątynia poświęcona została 11 listopada 1945 roku przez księdza Bogdana Szczepanowskiego.